# Nikolaus Simon (Manager)
Nikolaus Simon (* 25. Juni 1874 in Marktheidenfeld; † 1948 auf Schloss Oberbrunn im Chiemgau) war ein deutscher Industriemanager.

## Leben
Nikolaus Simon besuchte das humanistische Gymnasium in Würzburg und Schweinfurt. Nach dem Abitur studierte er an den Universitäten Lausanne, Würzburg und Bern sowie der ETH Zürich. In Würzburg wurde er 1899 Mitglied des Corps Bavaria Nach Abschluss des Studiums als Dr. phil. war er noch fünf Semester als Assistent an der ETH Zürich tätig. Anschließend war er drei Jahre als Betriebsleiter in Stettin tätig. 1908 wechselte er zu der Schlesischen Portland-Cement Industrie AG in Oppeln, zu deren Generaldirektor und Vorstandsvorsitzendem er wurde. Simon war Vorsitzender des Dampfkesselüberwachungsvereins e. V. in Oppeln.